# London Waterloo pályaudvar

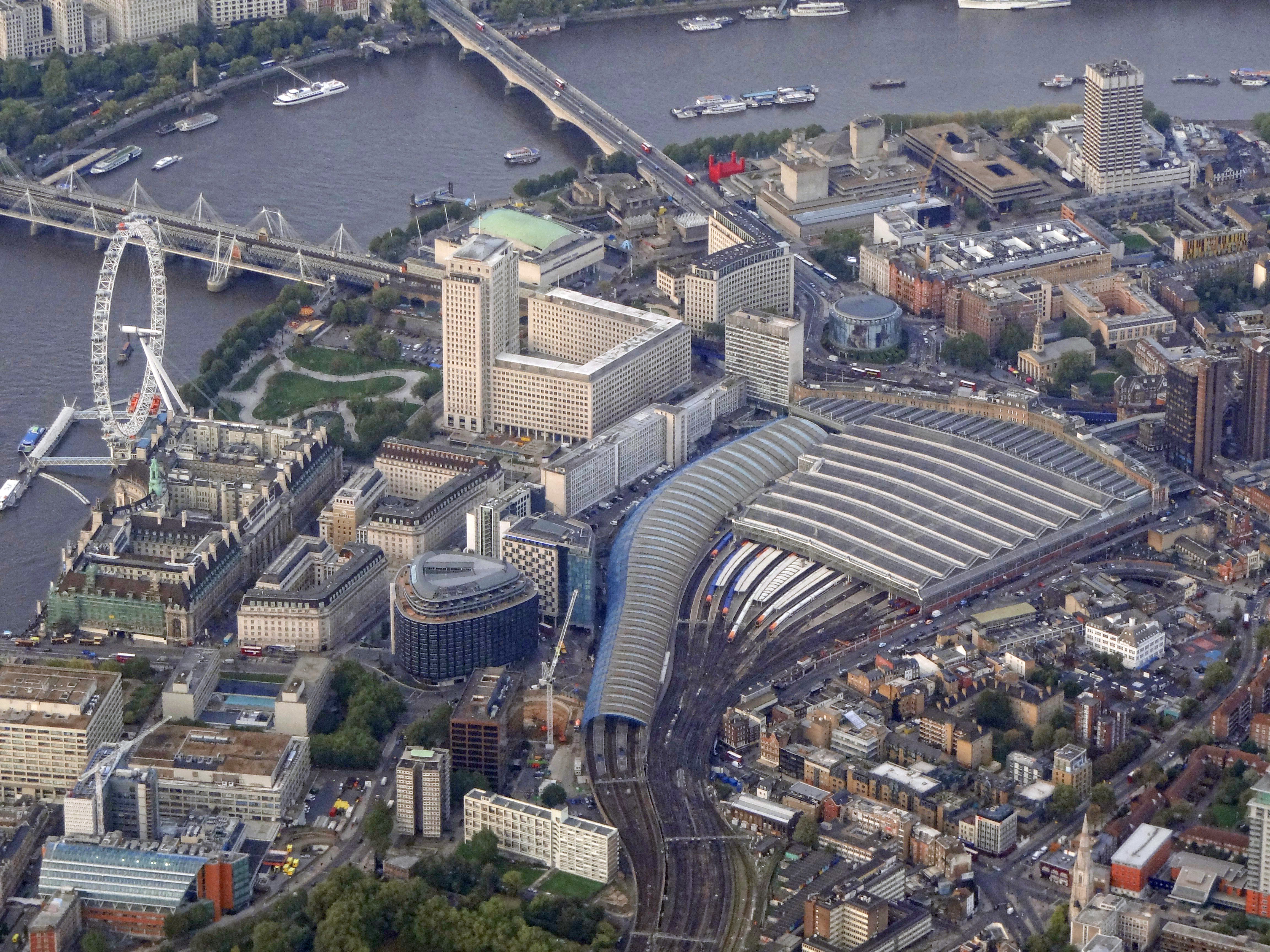
Az állomás madártávlatból

London Waterloo pályaudvar vasútállomás Egyesült Királyságban, Londonban a Temze folyó partján. A pályaudvar az utasforgalma alapján a legforgalmasabb állomás az Egyesült Királyságban. 2013 áprilisa és 2014 márciusa között több, csaknem 100 millió utas fordult meg itt. Ezzel Európa 15., míg a világon a 91. legforgalmasabb állomásának számít.

## Forgalma
A pályaudvar egyaránt kiszolgál helyi- és távolsági forgalmat is, sőt ez volt a végállomása a Párizs vagy Brüsszel felől érkező nemzetközi Eurostar vonatoknak is 1994 és 2007 között. 2007-ben azonban az európai kontinens felől érkező vonatok kapacitásproblémák miatt átkerültek a St Pancras pályaudvarra.

## Vasútvonalak
Az állomást az alábbi vasútvonalak érintik:
- South Western Main Line

## Kapcsolódó állomások
A vasútállomáshoz az alábbi állomások vannak a legközelebb:
- Vauxhall station (Weymouth railway station, South Western Main Line)